# Хајден (Минстерланд)
Хајден (њем. Heiden) општина је у њемачкој савезној држави Северна Рајна-Вестфалија. Једно је од 17 општинских средишта округа Боркен. Према процјени из 2010. у општини је живјело 8.156 становника. Посједује регионалну шифру (AGS) 5554028, NUTS (DEA34) и LOCODE (DE HDN) код.

## Географски и демографски подаци
Хајден се налази у савезној држави Северна Рајна-Вестфалија у округу Боркен. Општина се налази на надморској висини од 79 метара. Површина општине износи 53,4 km². У самом мјесту је, према процјени из 2010. године, живјело 8.156 становника. Просјечна густина становништва износи 153 становника/km².

## Међународна сарадња
| Мјесто | Држава | Врста сарадње | Од    |
| ------ | ------ | ------------- | ----- |
|        | САД    | партнерство   | 2010. |
| Извор  |        |               |       |